# Søren Christian Knudtzon
Søren Christian Knudtzon (16. juli 1844 i København – 12. august 1913 i København) var direktør for Danmarks Nationalbank fra 1896 til sin død. Han var bror til Frederik Gotschalk Knudtzon.
Knudtzon var søn af grosserer Peter Christian Knudtzon(en) og hustru f. Gotschalk. Han blev student fra Herlufsholm 1862, blev løjtnant i Hæren 1863 deltog i den 2. slesvigske krig 1864 og avancerede til premierløjtnant 1867.
Knudtzon blev cand.polit. 1868 og var dernæst et år i fransk tjeneste ved Zouaverne i Algier. Han tog afgang fra Officerskolens stabsafdeling 1878 og afsked som karakteriseret kaptajn 1880. Samme år indtrådte han i familiefirmaet, blev grosserer 1884 og direktør i Nationalbanken 1896, hvilket Knudtzon var indtil sin død.
Selvom han ikke var den bedst kvalificerede med hensyn til erfaring eller uddannelse, var han en dygtig bankdirektør, og han var den første af bankens direktører, der nærede mistro mod P.A. Alberti. Knudtzon sørgede for at afvikle det lån, som Alberti på vegne af Den sjællandske Bondestands Sparekasse havde optaget i Nationalbanken.
Knudtzon var derudover medlem af Sø- og Handelsretten 1886-91, af Kjøbenhavns Handelsbanks bankråd 1888-96, af Landstinget for Højre 1891-96, valgt i København, og af A/S Crome & Goldschmidts fabrikkers bestyrelse 1894-1909, formand i bestyrelsen for Kysthospitalet på Refsnæs, næstformand i bestyrelsen for De private Assurandører, medlem af Centralkomitéen.
Han blev Ridder af Dannebrog 1864 og Dannebrogsmand 1912. Han er malet af Otto Bache 1907 (i familieeje).
Han blev gift 11. november 1882 i Holmens Kirke med Ellinor f. Grut (26. januar 1859 i København – 7. juni 1934 i Lyngby), datter af professor, dr.med. Edmund Grut. Parret er begravet på Gentofte Kirkegård.